# Tempofonino

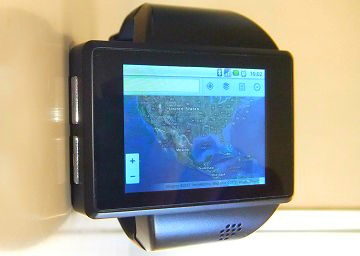
Un telefono da polso

Il telefono da polso o watch phone, anche chiamato familiarmente tempofonino, è una tipologia di telefono portatile la quale si contraddistingue per essere indossabile al polso. I telefoni da polso più avanzati offrono funzioni tipiche dei personal digital assistant e sono quindi anche una tipologia di smartwatch.

## Peculiarità
Il tempofonino è un dispositivo che contribuisce a semplificare la vita di molte categorie di persone. È utile in contesti quali sport, ospedali, scuole, business. Ad esempio: d'inverno mentre si scia è possibile vedere chi ci sta chiamando e  rispondere immediatamente senza togliere i guantoni, e senza dover aprire la cerniera della tuta. In primavera/autunno mentre si corre o si pratica golf/tennis, è possibile ascoltare la musica e chiamare (in vivavoce o BT) senza avere nulla nelle tasche, o vicino al busto. In estate si può passeggiare in costume da bagno o in pantaloncini avendo i pantaloni liberi.
Il tempofonino inoltre è un compagno ideale per chi possiede più numeri di telefono (ad es. il manager), che può sentirsi libero portando uno dei due numeri sul proprio tempofonino.  Utilizzato anche per gli anziani che, avendo impostati i numeri di emergenza nel proprio tempofonino, riescono a chiamare in ogni istante.

## Caratteristiche
Alcune delle caratteristiche principali del tempofonino sono: tri-band 900-1800-1900; vibrazione; audioplayer; videoplayer; fotocamera; videocamera; registratore; connettività a dispositivi esterni; cronografo; stopwatch; ore dal mondo; agenda organizer; sveglie; calcolatrice; convertitore di valuta; schermo tattile; pennino; modalità “solo orologio e multimedia”; scheda micro-SD.

## Storia
Il primo tempofonino ad essere realizzato nasce da uno sguardo al passato: non molto tempo fa venivano usati solo orologi da tasca, quando una azienda derisa da tutti, percepì come il desiderio delle persone fosse quello di godere di un maggiore senso di libertà e decise di proporre i segnatempo da polso, quell'azienda, oggi la più quotata nel comparto orologeria, è Patek Philippe.
Il primo esemplare di tempofonino è stato realizzato e commercializzato nel 2008 dal brand Mc Onsen che commercializza prodotti che offrono un'estrema attenzione alla qualità e all'innovazione. Il secondo tempofonino ad essere realizzato è quello della LG Electronics.
I primi temponofini sono stati realizzati alcuni anni prima di Mc Onsen ed LG, ma non avevano né bluetooth né touch screen perché erano tecnologie troppo costose e non perfettamente funzionanti (infatti i watch phone di Samsung e Hyundai del 2005 non le utilizzavano).